# Milan Turković
Milan Turković (* 14. September 1939 in Zagreb, Königreich Jugoslawien) ist ein österreichisch-kroatischer Fagottist, Barockfagottist und Dirigent. 

## Leben
Turković ist freischaffender Fagott-Solist und Dirigent und wuchs in Wien auf. Sein Studium absolvierte er in Wien und Detmold. Während des Fagottstudiums wurde er gleichzeitig von Fritz Zaun im Fach Dirigieren unterwiesen. Er spielte in der Philharmonia Hungarica und von 1962 bis 1967 bei den Bamberger Symphonikern. 1967 wurde er Solofagottist der Wiener Symphoniker, welchen er bis 1984 angehörte. Außerdem spielte er unter Nikolaus Harnoncourt im Concentus Musicus Wien, wo er zunächst als zweiter Fagottist neben Otto Fleischmann auftrat, dessen Stelle er aber Anfang der 1970er Jahre übernahm. 
Turković war Gründer des Ensemble Wien-Berlin, dem er bis 2009 angehörte und war von 1992 bis 2012 Mitglied der Chamber Music Society of Lincoln Center in New York. Seit den Achtzigerjahren ist er als Dirigent tätig und tritt in dieser Funktion in den bedeutenden Musikzentren wie etwa Wien, Prag, Krakau, New York, São Paulo, Buenos Aires und Tokio auf. Überdies ist er als Pädagoge und Schriftsteller tätig. Eines seiner vier Bücher erschien auch in japanischer Übersetzung. Er ist mit der ehemaligen Eiskunstläuferin und Fernsehmoderatorin Ingrid Turković-Wendl verheiratet.
Lange Zeit lehrte er am Salzburger Mozarteum. Von 1992 bis 2003 unterrichtete er als Professor an der Universität für Musik in Wien.

## CD-Einspielungen (Auswahl)
- W.A.Mozart, Fagottkonzert, Dirigent Nikolaus Harnoncourt, (teldec)
- Fagotto concertante, div. Fagottkonzerte (orfeo)
- United Sounds of Bassoon, div. Fagottquartette (Camerata)
- Vivaldi Fagottkonzerte, Dirigent Trevor Pinnock
- The Art of Milan Turkovic (Camerata)
- Das Fagott meisterhaft gespielt (Koch / Schwann)

## Publikationen (Auswahl)
- 2003: Die seltsamsten Wiener der Welt: Nikolaus Harnoncourt und sein Concentus Musicus; 50 Jahre musikalische Entdeckungsreisen, gemeinsam mit Monika Mertl, Residenz-Verlag, Salzburg/Wien/Frankfurt am Main, ISBN 978-3-7017-1267-0
- 2005: Hast Du Töne! Ein musikalisches Tagebuch, Residenz-Verlag, St. Pölten/Salzburg 2005, ISBN 978-3-7017-1427-8
- 2007: Was Musiker tagsüber tun: Wissenswertes und Amüsantes aus der Welt der Musik, Kremayr & Scheriau, Wien/München/Zürich 2007, ISBN 978-3-218-00777-1
- 2012: Wiener Leben. Wien erleben, mit Fotos von Ulla Schulz, Kremayr & Scheriau, Wien 2012, ISBN 978-3-218-00847-1
- 2019: Lebensklänge: eine Erinnerung, Ibera/European University Press, Wien 2019, ISBN 978-3-85052-383-7
- 2022: Pausentöne, Verlag Der Apfel, Wien 2022, ISBN 978-3-85450-149-7

## Auszeichnungen
- 2001: Österreichisches Ehrenkreuz für Wissenschaft und Kunst I. Klasse[3]
- 2010: Echo Klassik in der Kategorie Klassik ohne Grenzen
- 2016: Goldenes Ehrenzeichen für Verdienste um das Land Wien